# O Desconhecido (telenovela)
O Desconhecido é uma telenovela brasileira produzida e exibida pela RecordTV e pela TV Rio (no Rio de Janeiro)  entre 1 de agosto e 19 de setembro de 1964, às 22h, substituindo Vitória e sendo substituída por Banzo. Escrita pelo prestigiado escritor Nelson Rodrigues e dirigida por Fernando Torres e Sérgio Britto. Nelson precisou apresentar o roteiro e os primeiros capítulos gravados para o general Antônio Bandeira, censor da ditadura militar, para que fosse aprovada, uma vez que ele já era conhecido por seus textos ácidos, porém a novela foi vetada de ir ao ar no tradicional horário das 17h30, sendo transferida para às 22h.

## Enredo
Em 1945, Alberto é um soldado que volta da Segunda Guerra Mundial com sintomas de transtorno de estresse pós-traumático, sendo internado em um hospital psiquiátrico. Após 5 anos ele foge, mas sua amada Marília já se casou com outro homem, Peixoto, e ele decide se vingar, enquanto tenta ser ajudado pela doce Norma, mulher amada por Tadeu.

## Elenco
| Ator/Atriz        | Personagem |
| ----------------- | ---------- |
| Mario Brasini     | Alberto    |
| Nathália Thimberg | Norma      |
| Joana Fomm        | Marília    |
| Jece Valadão      | Peixoto    |
| Carlos Alberto    | Tadeu      |
| Germano Filho     | Malvino    |
| Aldo de Maio      | Valtinho   |
| Vera Vianna       | Lucy       |
| Isabel Teresa     | Neuza      |
| Érico de Freitas  | Elton      |